# NCIS (21.ª temporada)
A vigésima primeira temporada da série televisiva NCIS foi anunciada em 21 de Fevereiro de 2023 pela CBS e estreou em 12 de Fevereiro de 2024. Esta é a primeira temporada a não estrelar David McCallum no papel do Dr. Donald "Ducky" Mallard, em vista de seu falecimento em 25 de Setembro de 2023; no entanto ele ainda é creditado nos dois primeiros episódios. A temporada consistirá em apenas dez episódios, sendo a mais curta da história da série. A vigésima primeira temporada incluirá o milésimo episódio de toda a franquia NCIS, cuja exibição está prevista para o dia 15 de Abril de 2024. 

## Premissa
NCIS gira em torno de uma equipe fictícia de Agentes Especiais do Serviço de Investigação Criminal Naval, que conduz investigações criminais envolvendo a Marinha e o Corpo de Fuzileiros Navais dos Estados Unidos. Baseada na Navy Yard em Washington, D.C., a equipe do NCIS é liderada pelo Agente Especial Supervisor Alden Parker, um ex-Agente Especial do FBI e um investigador habilidoso.

## Elenco
| Participante | Participante | Participante | Participante | Participante | Participante |
| ------------ | ------------ | ------------ | ------------ | ------------ | ------------ |
|              | Principal    |              | Recorrente   |              | Convidado    |

| Personagem                 | Ator/atriz        | Cargo                                                                                 | Cargo |
| -------------------------- | ----------------- | ------------------------------------------------------------------------------------- | ----- |
| Timothy "Tim" McGee        | Sean Murray       | Agente Especial Sênior, segundo em comando do MCRT                                    |       |
| Nicholas "Nick" Torres     | Wilmer Valderrama | Agente Especial do NCIS                                                               |       |
| Jessica Knight             | Katrina Law       | Agente Especial do NCIS e namorada de James Palmer                                    |       |
| James "Jimmy" Palmer       | Brian Dietzen     | Examinador Médico Chefe do NCIS                                                       |       |
| Kasie Hines                | Diona Reasonover  | Especialista forense do NCIS                                                          |       |
| Donald "Ducky" Mallard     | David McCallum    | Historiador do NCIS e Ex-Médico Legista Chefe (somente creditado nos episódios 1 e 2) |       |
| Leon Vance                 | Rocky Carroll     | Diretor do NCIS                                                                       |       |
| Alden Parker               | Gary Cole         | Agente Especial Supervisor do NCIS                                                    |       |
| Delilah Fielding-McGee     | Margo Harshman    | Analista do DoD e esposa de Timothy McGee                                             |       |
| Tobias Fornell             | Joe Spano         | Investigador particular e ex-Agente Senior do FBI                                     |       |
| Anthony "Tony" DiNozzo Jr. | Michael Weatherly | Ex-Agente Especial do NCIS                                                            |       |
| Jane Tennant               | Vanessa Lachey    | Agente Especial do NCIS encarregada do Escritório de Pearl Harbor                     |       |
| Kensi Blye                 | Daniela Ruah      | Agente Especial do NCIS                                                               |       |
| Jared Vance                | Spence Moore II   | Filho caçula de Leon Vance                                                            |       |

## Episódios
A vigésima primeira temporada de NCIS é a última a apresentar David McCallum como Donald "Ducky" Mallard, que foi creditado desde o episódio piloto.
| Seq. | Episódios | Título                        | Direção                 | Escrito por                                                               | Data de exibição        | Audiência EUA (em milhões) |
| --- | --------- | ----------------------------- | ----------------------- | ------------------------------------------------------------------------- | ----------------------- | -------------------------- |
| 458 | 1         | "Algún Dia"                   | Diana Valentine         | Christopher J. Waild                                                      | 12 de fevereiro de 2024 | 7.32                       |
| O FBI prende Torres pelo assassinato de Maurice Riva, o homem que atormentou sua família quando ele era criança. A equipe percebe que ele estava encobrindo sua irmã, que julgava ter cometido o crime. O episódio termina com Parker recebendo uma ligação desesperada de Palmer. |           |                               |                         |                                                                           |                         |                            |
| 459 | 2         | "The Stories We Leave Behind" | Michael Zinberg         | Brian Dietzen & Scott Williams                                            | 19 de fevereiro de 2024 | 7.43                       |
| Jimmy visita Ducky na manhã seguinte à sua ligação para discutir um caso antigo que recentemente foi trazido à tona novamente, apenas para descobrir que Ducky morreu durante o sono. Antes de sua morte, ele estava ajudando uma jovem a descobrir a verdade por trás das contundentes acusações contra seu pai, veterano da Marinha, feitas por um vereador que está concorrendo ao Senado. Depois que o caso é resolvido, a equipe relembra boas lembranças de Ducky, e DiNozzo aparece para prestar sua homenagem e oferecer palavras de conforto a Jimmy. |           |                               |                         |                                                                           |                         |                            |
| 460 | 3         | "Lifeline"                    | Rocky Carroll           | Marco Schnabel                                                            | 26 de fevereiro de 2024 | 7.00                       |
| Quando a equipe do NCIS se envolve no dia "Walk-a-Mile" para obter novas perspectivas sobre diferentes departamentos, as coisas mudam quando Kasie recebe um pedido de socorro de um homem misterioso. Observação: Este é o primeiro episódio da série a não incluir David McCallum nos créditos iniciais. |           |                               |                         |                                                                           |                         |                            |
| 461 | 4         | "Left Unsaid"                 | Daniela Ruah            | Yasemin Yilmaz                                                            | 4 de março de 2024      | 6.91                       |
| Quando um sub-oficial desaparece ao tentar fazer pela terceira vez o pedido de casamento à sua namorada, a equipe NCIS corre para encontrá-lo e salvá-lo antes que seja tarde demais. |           |                               |                         |                                                                           |                         |                            |
| 462 | 5         | "The Plan"                    | Lionel Coleman          | Katherine Beattie & Chad Gomez Creasey                                    | 25 de março de 2024     | 6.15                       |
| A equipe conta com o auxílio do Agente Encarregado Feng Zhao, pai da Agente Knight, para solucionar o mistério do uso de uma arma de serviço pertencente a um agente desaparecido. McGee entra em crise quando um teste de DNA revela a existência de um parente próximo que ele desconhecia. |           |                               |                         |                                                                           |                         |                            |
| 463 | 6         | "Strange Invaders"            | Claudia Yarmy           | Gina Gold & Aurorae Khoo & Steven D. Binder                               | 1 de abril de 2024      | 5.90                       |
| Um piloto da Marinha é assassinado de forma incomum e as evidências apontam para uma possível invasão alienígena. A investigação leva a algo muito mais sinistro quando colocada em mãos erradas. Enquanto isso, Delilah pede que McGee tire a barba e ele decide fazer uma pesquisa entre seus colegas. |           |                               |                         |                                                                           |                         |                            |
| 464 | 7         | "A Thousand Yards"            | Diana Valentine         | Christopher J. Waild                                                      | 15 de abril de 2024     | 6.70                       |
| O diretor Vance leva um tiro enquanto visitava a lápide de sua falecida esposa, e a investigação revela que toda a agência é alvo de vingança por conta de um caso em que Gibbs trabalhou anos antes. Enquanto se recupera, Vance tenta se reconciliar com seu filho, Jared, sobre os motivos do primeiro para permanecer como diretor do NCIS. Observação: milésimo episódio da franquia NCIS. |           |                               |                         |                                                                           |                         |                            |
| 465 | 8         | "Heartless"                   | Michael Zinberg         | Sydney Mitchel & Brendan Fehily                                           | 22 de abril de 2024     | 6.29                       |
| A equipe procura o motivo do sequestro e morte de um famoso cirurgião cardíaco. Torres revela que ele e Parker estão em um torneio de basquete dois contra dois, mas Parker aparece com torcicolo. |           |                               |                         |                                                                           |                         |                            |
| 466 | 9         | "Prime Cut"                   | Diana Valentine         | Teleplay by: Marco Schnabel Story by: Chad Gomez Creasey & Marco Schnabel | 29 de abril de 2024     | 6.66                       |
| Quando os restos mortais de um capitão da Marinha são encontrados, Knight e Torres viajam para o Texas para encontrar o suposto assassino. Delilah contrata uma estrela de reality show de reforma de casas para refazer a cozinha dos McGee, para grande aborrecimento de Tim. |           |                               |                         |                                                                           |                         |                            |
| 467 | 10        | "Reef Madness"                | José Clemente Hernandez | Scott Williams                                                            | 6 de maio de 2024       | 6.84                       |
| A equipe investiga quando três corpos são encontrados em um navio da Marinha que está prestes a ser descomissionado e transformado em recife artificial. Knight e Parker ficam presos quando um suspeito os tranca a bordo. Enquanto isso, Vance oferece a Knight uma promoção para o cargo de chefe de treinamento da equipe REACT na base da Marinha em Camp Pendleton, o que significará afastar-se da equipe e de Palmer. |           |                               |                         |                                                                           |                         |                            |

## Produção
Em 21 de Fevereiro de 2023, NCIS foi renovada para uma vigésima primeira temporada, que estreou em 12 de Fevereiro de 2024. A produção da temporada foi atrasada devido às greves da WGA e SAG-AFTRA nos Estados Unidos.
David McCallum, que interpretou o Dr. Donald "Ducky" Mallard nas primeiras 20 temporadas da série, faleceu em 25 de Setembro de 2023. O segundo episódio da temporada prestou tributo a ele, com várias cenas de episódios passados para celebrar a vida de Ducky e suas memórias com a equipe, assim como a aparição do antigo membro do elenco Michael Weatherly como o ex-Agente Tony DiNozzo, que presta apoio a Palmer momentos antes do funeral. 
Em 5 de janeiro de 2024 foi anunciado que a estrela da Série NCIS: Los Angeles Daniela Ruah dirigiria um episódio da temporada.
Em 14 de Março de 2024 foi noticiado que Daniela Ruah e Vanessa Lachey participariam do episódio número 1.000 da franquia, reprisando seus papéis como Agentes Especiais Kensi Blye e Jane Tennant respectivamente.